# Sorex kozlovi
Sorex kozlovi е вид бозайник от семейство Земеровкови (Soricidae).

## Разпространение
Видът е разпространен в Китай (Тибет).